# Валеріос Леонідіс
Валеріос Леонідіс (14 лютого 1966) — грецький важкоатлет.
Срібний призер Олімпійських Ігор 1996 року в категорії до 64 кг, учасник 1992, 2000 років.
Срібний призер Чемпіонату світу 1994 (до 64 кг), 1995 (до 64 кг) років, бронзовий призер 1999 року в категорії до 69 кг.
Чемпіон Європи 1996 року в категорії до 64 кг, срібний призер 1993 (до 64 кг), 1994 (до 64 кг), 1995 (до 64 кг) років, бронзовий призер 1999 року в категорії до 69 кг.
Чемпіон СРСР 1986, 1991 років. Переможець Літньої спартакіади народів СРСР 1986, 1991 років.